# Conjunto 9
Conjunto 9 fue una de las agrupaciones musicales lideradas por Astor Piazzolla, que estuvo activa entre 1971 y 1972.
El conjunto base siguió siendo el Quinteto Nuevo Tango (formado por bandoneón, contrabajo, guitarra eléctrica, piano y violín) a los que Piazzolla agregó un segundo violín, una viola, un chelo y una batería.
Para muchos musicólogos, esta fue la formación musical en la que Piazzolla alcanzó su mejor producción musical. Esto se debió al hecho de contar con un propio cuarteto de cuerdas dentro de la formación, lo que le proporcionó la oportunidad de elaborar un lenguaje contrapuntístico más complejo, a lo que se suma las muy importantes improvisaciones de carácter rítmico que estaban a cargo del piano, la guitarra y de la batería, muchas de las cuales se acercaban a un lenguaje muy cercano al cool jazz y al rock (tendencia que se acentuaría más tarde con la etapa europea de la producción de Piazzolla).
El grupo grabó dos LP en estudio: Música popular contemporánea de la Ciudad de Buenos Aires, Vol. 1 y 2, editados en 1971 y 1972 respectivamente. Además se lo puede escuchar acompañando a las cantantes Amelita Baltar (por entonces, pareja de Piazzolla) y Mina. También el Noneto (como también se lo conoce) grabó los temas de la película Último tango en París de Bernardo Bertolucci, los que no fueron usados en la película (porque debido a una irregularidad en el tiempo de entrega de la música por parte de Piazzolla, que estaba organizando su primera presentación en el Teatro Colón de Buenos Aires, Bertolucci había contratado al Gato Barbieri para que la compusiera), aunque sí lo fueron en la película Cadáveri eccelenti de Francesco Rosi, en 1976.
En 1972, Piazzolla compone el  Concierto de Nácar, para nueve tanguistas y orquesta filarmónica, una composición para el Conjunto 9 y orquesta, que se encuentra entre las obras más complejas del creador, en tanto se evidencia la utilización de procedimientos típicos de la música clásica contemporánea, taes como la polirritmia y el politonalismo.
En 1983, con motivo de la segunda presentación de Piazzolla en el Colón, se formó para esa ocasión el Conjunto 9, aunque con músicos distintos a los de la agrupación original, pero con las mismas versiones.

## Discografía
- Música Popular Contemporánea de la Ciudad de Buenos Aires, vol. 1 (1971)
- Música Popular Contemporánea de la Ciudad de Buenos Aires, vol. 2 (1972)
- El gordo triste, disco simple de Amelita Baltar, quien es acompañada por el Noneto en el tema Los paraguas de Buenos Aires (1972)
- Roma 1972, concierto del 10 de abril de 1972 en el Instituto Ítalo Estadounidense de Roma (1994)
- Signori...: Mina!, concierto de abril de 1972 en Teatro 10 de Roma, donde Mina canta Balada para mi muerte con el acompañamiento del Conjunto 9 (1972)
- Astor Piazzolla y su Conjunto 9, contiene los temas Jeanne et Paul y El penúltimo para la película Último tango en París (1972)
- Astor Piazzolla en el Teatro Colón, concierto del 10 de junio de 1983, contiene la única grabación de Piazzolla del Concierto de Nácar (1985, reeditado bajo varios títulos, el más reciente Concierto de Nácar de 1997)

## Integrantes del conjunto

### 1971 - 1972
- Bandoneón, arreglos y dirección: Astor Piazzolla.
- Violines: Antonio Agri y Hugo Baralis.
- Viola: Néstor Panik.
- Violonchelo: José Bragato.
- Contrabajo: Enrique Kicho Díaz.
- Guitarra eléctrica: Oscar López Ruiz.
- Piano: Osvaldo Manzi (1971); Osvaldo Tarantino (1972).
- Percusión: José Correale.

### 1983
- Bandoneón, arreglos y dirección: Astor Piazzolla.
- Violines: Fernando Suárez Paz y Hugo Baralis.
- Viola: Delmar Quarleri.
- Violonchelo: José Bragato.
- Contrabajo: Héctor Console.
- Guitarra eléctrica: Oscar López Ruiz.
- Piano: Pablo Ziegler.
- Percusión:  Enrique Zurdo Roizner.

- Datos: Q5161184